# Economía de Turkmenistán

Desarrollo del PIB per cápita de los países de Asia Central.

Turkmenistán es un país cubierto principalmente por desierto, con una agricultura intensiva en oasis irrigados, y con grandes reservas de petróleo y gas natural. La mitad de las tierras irrigadas son cultivadas con algodón. El país llegó a ser el décimo productor mundial de algodón, pero las escasas cosechas de los últimos años llevaron a una disminución de 50% en la producción.
A pesar de que Turkmenistán fue uno de los países de la zona euro-asiática de la antigua URSS que menos sufrió las consecuencias económicas de la desintegración, las difíciles relaciones con las antiguas repúblicas soviéticas, llevaron al impago de parte de la deuda contraída con este país y al boicot de sus exportaciones, especialmente por Ucrania. Este proceso no se vio claramente superado por la transformación económica con el paso de un sistema comunista a uno capitalista, ya que el Estado mantiene hasta la fecha una política de escasas privatizaciones y una tecnología minera e industrial muy retrasada.
Con un autoritario gobierno ex-comunista en el poder y una estructura social tribal, Turkmenistán hace una lenta aproximación a las reformas económicas y busca utilizar las rentas de exportación de gas natural y algodón para mantener su ineficiente economía. Las metas de privatización aún son tímidas.
Entre el 1998 y el 2005 Turkmenistán sufrió por la ausencia de vías adecuadas de exportación de gas natural y por obligaciones con deudas de corto plazo. Sin embargo, las exportaciones empezaron a crecer casi 15% al año entre el 2003 y el 2008 principalmente debido al alza de precios internacionales del petróleo y del gas. Nuevos gasoductos hacia la República Popular de China e Irán, que empezaron a funcionar en fines de 2009 y comienzos de 2010, propiciaron al país nuevas rutas de exportación, a pesar de que dichas nuevas vías no compensen completamente la caída de exportaciones de gas hacia Rusia el 2009.
Las perspectivas generales en el corto plazo son poco esparanzadoras debido a la importante y diseminada pobreza, a la corrupción endémica, a un sistema de educación precario, de mala calidad y con pocos recursos, al mal uso por parte del gobierno de las riquezas generadas por el petróleo y gas, y la oposición de Asjabad en adoptar reformas orientadas al mercado. En el pasado las estadísticas económicas del Turkmenistán eran secretas. El nuevo gobierno estableció una agencia estatal para estadísticas, pero todavía ciertos indicadores económicos, como producto interno bruto y otros índices están sujetos a grandes márgenes de error.

## Comercio exterior
En 2017, el país fue el 101o exportador más grande del mundo (US $ 7.3 mil millones). En términos de importaciones, en 2019 fue el 150.º mayor importador del mundo: 2.600 millones de dólares.

## Sector primario

### Agricultura
En 2019, Turkmenistán produjo:
- 1,5 millones de toneladas de trigo;
- 582 mil toneladas de algodón;
- 356 mil toneladas de tomate;
- 315 mil toneladas de patata;
- 263 mil toneladas de sandía;
- 246 mil toneladas de uva;
- 245 mil toneladas de remolacha azucarera, que se utiliza para producir azúcar y etanol;
- 130 mil toneladas de arroz;
- 74 mil toneladas de cebolla;
- 71 mil toneladas de zanahoria;
- 66 mil toneladas de manzana;
- 34 mil toneladas de albaricoque;

Además de otras producciones de otros productos agrícolas.
La base económica del país la representa la agricultura, muy desarrollada gracias al complejo sistema de irrigación establecido por la Unión Soviética en las décadas de los 60 y 70 y que aprovecha los fondos freáticos situados al centro y sur del país. A ello se une un clima benévolo en algunas zonas, con características mediterráneas, lo que permite cultivos de algodón de gran calidad, frutas y hortalizas. En el cultivo de cereales destaca el trigo, el mijo y el arroz. En los últimos años se están extendiendo cultivos de uva de mesa y olivos en sustitución de algodón, que aportan más recursos a la renta agraria.
Destaca también la sericicultura (seda), la pesca y la ganadería de camellos especialmente.

### Ganadería
En 2019, Turkmenistán produjo 1.7 mil millones de litros de leche de vaca, 146 mil toneladas de carne de res, 128 mil toneladas de cordero, 20 mil toneladas de carne de pollo, entre otros.

## Sector secundario

### Industria
El Banco Mundial enumera los principales países productores cada año, según el valor total de la producción. Según la lista de 2004, Turkmenistán tenía la 126ª industria más valiosa del mundo (U$ 1.300 millones).
En 2018, el país fue el duodécimo productor mundial de lana y de aceite de algodón.
La industria tiene un peso específico escaso en el total de la actividad económica, y solo supone el 20% del PIB nacional. La mayor parte de ella se concentra en la industria pesada petroquímica. Otras actividades reseñables son el calzado, textiles y productos agrícolas manufacturados.

### Minería
En 2019, el país fue el tercer productor mundial de yodo.
La minería representa un importante sector económico al disponer de explotaciones petrolíferas y de gas natural. Es el tercer país con las más grandes reservas de gas del mundo. Parte de ellas están en explotación y representan el 60% de las exportaciones totales del país, pero posee abundantes reservas pendientes de la construcción de los oleoductos que comuniquen el país con Afganistán, Rusia y una salida directa al mercado chino. Otras actividades mineras de interés son el carbón y el cobre.

### Energía
En energías no renovables, en 2020, el país fue el 35º productor mundial de petróleo, con una producción de 184.500 barriles / día. En 2011, el país consumió 145 mil barriles / día (66 ° consumidor más grande del mundo) En 2012, el país fue el 45.º exportador de petróleo más grande del mundo (67 mil barriles / día). En 2015, Turkmenistán fue el décimo productor más grande de gas natural, 83,7 mil millones de m³ por año. En 2019, el país fue el 32o mayor consumidor de gas, 31,5 mil millones de m³ al año, y en 2015 fue el octavo exportador de gas más grande del mundo, 40,3 mil millones de m³ al año.
En energías renovables, en 2020, Turkmenistán no tenía ni energía eólica ni energía solar.
DATOS ECONÓMICOS BÁSICOS
- PIB - Producto Interior Bruto (2002): 7400 millones de $ USA.
- PIB - Per capita: 1.587 $ USA.
- Inflación media anual: 10.6%.
- Deuda externa aprox.: ----
- Importaciones: 2.600 millones de $ USA.
- Exportaciones: 4.000 millones de $ USA.

Estructura del PIB en 2002:
Distribución por sectores económicos del PIB total:
Agricultura, Silvicultura y Pesca: 26%.
Industria: 32%.
Industrias manufactureras y minería: 31%.
Servicios y construcción: 42%.
- Tasa de desempleo: ---.
- Principales países clientes: Ucrania, Italia e Irán.
- Principales países proveedores: Rusia, Turquía y Ucrania.